# Greta Brouwers
Grietje (Greta) Riksman-Brouwers (Rotterdam, 19 juli 1914 – aldaar, 24 juni 2001) was een Nederlands zwemster. Ze was gespecialiseerd in de schoolslag, de wisselslag en de vrije slag. Ze zwom bij de Rotterdamsche Dames Zwemclub.

## Biografie
Het talent van Brouwers viel in november 1929 op, toen ze een schoolslagwedstrijd bij de aspiranten won. Het jaar erop nam ze voor het eerst deel aan het NK. Met Truus Baumeister en Cor van Gelder van de RDZ won ze goud op de 3x50 meter wisselslag.
Ze was vooral succesvol op de estafettenummers, hierbij behaalde ze ten minste tien nationale titels. Individueel werd ze op de NK's twee keer eerste: in 1932 op de schoolslag en in 1936 op de wisselslag. Ze verbrak in 1932 en in 1936 nationale records op de 100 en 200 meter schoolslag. De Rotterdamse werd nooit afgevaardigd naar een internationaal toernooi, al zat ze er in 1934 dichtbij. De zwembond besloot daarentegen voor de veilige keuze te gaan en zond Jopie Selbach naar de Europese kampioenschappen.
Brouwers huwde op 8 mei 1940 in Rotterdam, een week voor het grote bombardement. Ze beviel eind 1941 van een dochter en kreeg later nog een zoon. In de jaren 40 stopte ze met zwemmen. Later zette Brouwers zich wel op andere manieren voor haar oude zwemclub in: in de jaren 60 was ze penningmeester van de vereniging. Ze overleed in 2001.

## Erelijst
- Nederlands kampioen: 1930, 1932, 1933, 1934, 1935, 1936.